# 豊山駅

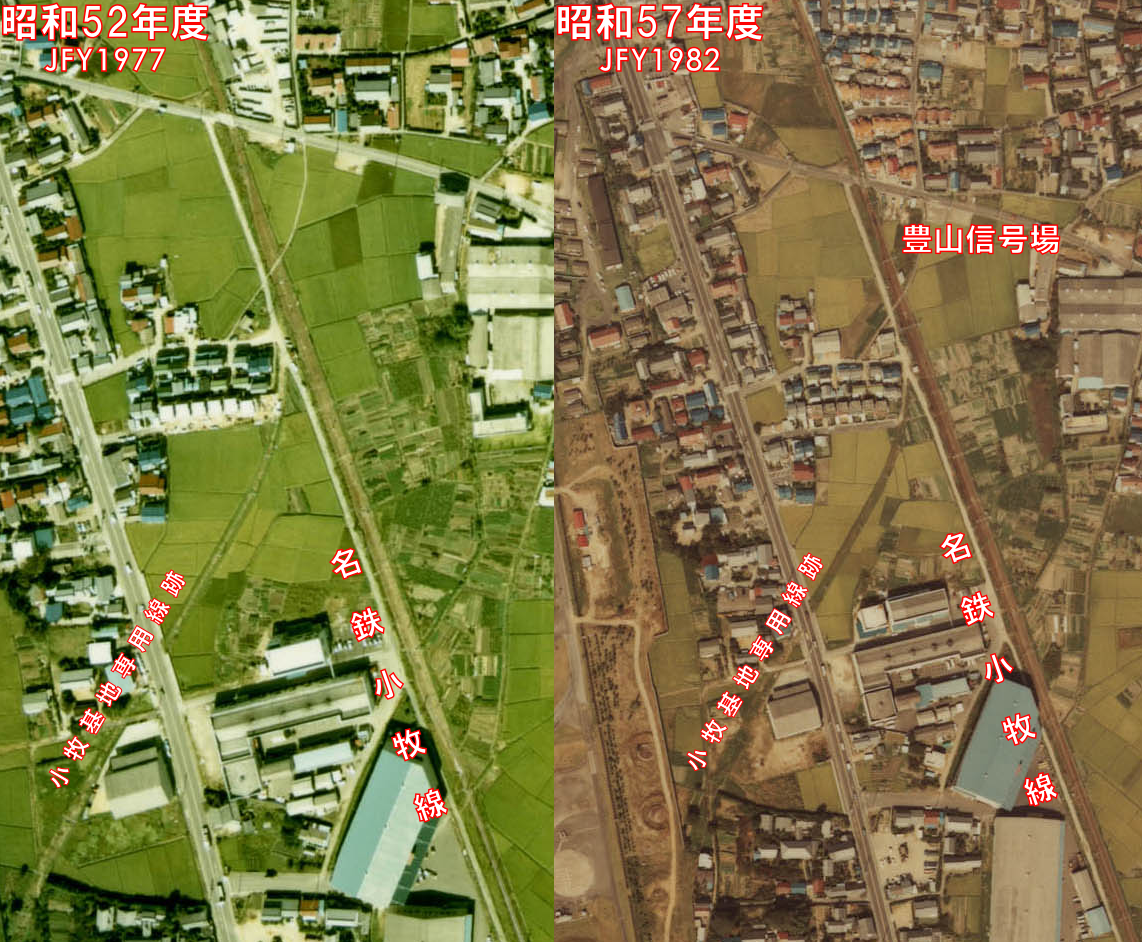
。左側が1977年（昭和52年）度、右側が1982年（昭和57年）度の豊山駅付近。この間に同地点付近まで複線化され、単線との境界地点に豊山信号場が設けられた。

豊山駅（とよやまえき）は、かつて愛知県春日井市に存在した名古屋鉄道小牧線の駅（貨物駅）である。

## 概要
元々は陸軍小牧飛行場へ航空燃料を運搬する小牧線の貨物支線との分岐信号場として設置されたが、開業は戦後であった。後に航空自衛隊小牧基地への航空燃料運搬のため貨物駅に昇格した経緯がある。

## 駅構内・状況
本線上は信号場であるが、そこから複数の枝線が存在した。
小牧基地への貨物支線が当初非電化であったこともあり、駅構内ではDED8500形ディーゼル機関車などが使用されていたが、後に（1961年（昭和36年）4月20日）電化された。

### 配線図
| ← 小牧・ 犬山方面 | 豊山信号場 配線略図（1986年（昭和61年）） | → 上飯田方面 |
| 凡例 出典:        |                                           |              |

## 歴史
- 1945年（昭和20年）10月1日 - 春日井駅 - 牛山駅間に牛山信号場開設。
- 1951年（昭和26年）2月18日 - 牛山信号場を貨物駅に変更、豊山駅として開業。
- 1968年（昭和43年）10月1日 - 豊山駅廃止。
- 1979年（昭和54年）4月1日 - 味美駅 - 豊山駅付近間の複線化により、豊山駅から犬山駅方向北方約200mに豊山信号場を新設[2]。
- 2000年（平成12年）10月14日 - 間内駅までの複線化により豊山信号場廃止[3]。

## 現在
上下線間の間隔が広がったままになっている箇所が豊山信号場の跡である。
小牧基地への貨物支線は、線路跡、架線柱、入換信号機などが多く残っており、一部はレールも残っていたが2024年10月に撤去された。
平成末期より周辺地域で土地区画整理が始まっているため、同事業の進捗に伴い残された施設は近い将来消滅すると思われる。

## 隣の駅
※ 営業時
名古屋鉄道
小牧線
牛山駅 - 豊山駅 - 春日井駅